# Список эпизодов мультсериала «Человек-паук» (2017)
Мультсериал «Человек-Паук» (2017) состоит из 64 серий, разделённых на три сезона. Ниже представлен список серий с их номерами и названиями на русском языке:
Сезон 1:
1.	Школа «Горизонт», часть 1
2.	Школа «Горизонт», часть 2
3.	Академия Озборн
4.	День из жизни
5.	Танцы с рогами
6.	Песочный Человек
7.	Симбиотические отношения
8.	Старк Экспо
9.	Совершенный Человек-Паук
10.	Удивительная охота Крейвена
11.	Луна на Хэллоуин
12.	Человек-Паук на льду
13.	Веном
14.	Чудачка в прямом эфире
15.	Восхождение Дока Ока, часть 1
16.	Восхождение Дока Ока, часть 2
17.	Восхождение Дока Ока, часть 3
18.	Восхождение Дока Ока, часть 4
19.	Паучий остров, часть 1
20.	Паучий остров, часть 2
21.	Паучий остров, часть 3
22.	Паучий остров, часть 4
23.	Паучий остров, часть 5
24.	Хобгоблин, часть 1
25.	Хобгоблин, часть 2
26.	Хобгоблин, часть 3
Сезон 2:
1.	Как я пропустил летние каникулы
2.	Второй шанс
3.	Между осьминогом и наковальней
4.	Будь выше этого
5.	Суровая школа жизни
6.	Вечеринка мертвеца
7.	Возвращение Венома
8.	А ну-ка, злодеи! Часть 1
9.	А ну-ка, злодеи! Часть 2
10.	А ну-ка, злодеи! Часть 3
11.	А ну-ка, злодеи! Часть 4
12.	Утечка мозгов
13.	Живой мозг
14.	День без Человека-Паука
15.	Сам себе злейший враг
16.	Критическое обновление
17.	Смятение ума
18.	Плащ и Кинжал
19.	Превосходный
20.	Совершенно новый день
21.	Подвал
22.	Путь к войне с гоблинами
23.	Война с гоблинами, часть 1
24.	Война с гоблинами, часть 2
25.	Война с гоблинами, часть 3
26.	Война с гоблинами, часть 4
Сезон 3:
1.	Паутина Венома
2.	Удивительные друзья
3.	Месть Венома
4.	Разоблачённый
5.	Поколения
6.	Тотальный Веном
Обратите внимание, что некоторые эпизоды объединены в несколько частей, что отражено в названиях серий.